# Eurovision Choir of the Year 2017
L'Eurovision Choir of the Year 2017 è stata l'edizione inaugurale della competizione corale biennale europea, tenutasi il 22 luglio 2017 presso l'Arena Riga dell'omonima capitale lettone e vinta dalla Slovenia rappresentata dalle Carmen Manet.
La prima edizione in assoluto del contest è stata organizzata e prodotta dall'emittente lettone Latvijas Televīzija (LTV) con la collaborazione della Riga Tourism Development Bureau, e ad essa hanno preso parte nove paesi europei, tra cui anche il Galles che ha partecipato separatamente dal Regno Unito.

## Sede
Il 14 febbraio 2017 è stato confermato che il concorso inaugurale si sarebbe svolto presso l'Arena Riga, situata nella capitale lettone. L'arena è utilizzata principalmente per l'hockey su ghiaccio, basket e concerti, ha una capacità di 14.500 posti ed è stata completata nel 2006.

## Formula
I paesi partecipanti all'evento inaugurale, membri dell'Unione Europea di Radiodiffusione (UER) sono stati nove. Ognuno di essi è rappresentato da un coro non professionale che si esibisce in uno o più brani per non più di sei minuti.
Ogni brano può includere solisti, strumenti musicali e può essere di qualsiasi genere a condizione che contenga note tradizionali o regionali del paese rappresentato.

## Paesi partecipanti

Paesi partecipanti
Il 27 febbraio 2017, l'UER ha confermato la partecipazione di sette paesi europei; in seguito all'annuncio dell'aggiunta di Ungheria e Galles nel contest, il numero di cori partecipanti è in seguito salito a nove:
| # | Paese     | Coro                     | Brano/i                | Lingua      | Posizione |
| - | --------- | ------------------------ | ---------------------- | ----------- | --------- |
| 1 | Estonia   | Estonian TV Girls’ Choir | Absolute Tormis        | Estone      | -         |
| 2 | Danimarca | Academic Choir of Aarhus | I Seraillets Have      | Danese      | -         |
| 2 | Danimarca | Academic Choir of Aarhus | Wiigen-Lied            | Danese      | -         |
| 3 | Belgio    | Les Pastoureaux          | Dans la troupe         | Francese    | -         |
| 3 | Belgio    | Les Pastoureaux          | Ensemble               | Francese    | -         |
| 4 | Germania  | Jazzchor Freiburg        | African Call           | Tedesco     | -         |
| 4 | Germania  | Jazzchor Freiburg        | Pallettes              | Immaginaria | -         |
| 5 | Slovenia  | Carmen Manet             | Ta na Solbici          | Sloveno     | 1°        |
| 5 | Slovenia  | Carmen Manet             | Adrca                  | Sloveno     | 1°        |
| 5 | Slovenia  | Carmen Manet             | Aj, zelena je vsa gora | Sloveno     | 1°        |
| 6 | Ungheria  | Bela Bartok Male Choir   | Karádi nóták           | Ungherese   | -         |
| 7 | Galles    | Côr Merched Sir Gâr      | O, Mountain, O         | Ceco        | 2°        |
| 7 | Galles    | Côr Merched Sir Gâr      | Mil harddach           | Gallese     | 2°        |
| 7 | Galles    | Côr Merched Sir Gâr      | Wade in the Water      | Inglese     | 2°        |
| 8 | Austria   | Hardchor Linz            | Ave Maria              | Latino      | -         |
| 8 | Austria   | Hardchor Linz            | I tua wos i wü         | Tedesco     | -         |
| 8 | Austria   | Hardchor Linz            | Rah                    | Inglese     | -         |
| 9 | Lettonia  | Spīgo                    | Grezna saule debesīs   | Lettone     | 3°        |
| 9 | Lettonia  | Spīgo                    | Es čigāna meita biju   | Lettone     | 3°        |

### Direttori dei cori[7]
- Austria – Alexander Koller
- Belgio – Philippe Favette
- Danimarca – Ole Faurschou
- Estonia – Aarne Saluveer
- Galles – Islwyn Evans
- Germania – Bertrand Gröger
- Lettonia – Līga Celma-Kursiete
- Slovenia – Primož Kerštanj
- Ungheria – Lakner Tamás

### Giuria professionale
Il vincitore del contest è deciso dai voti unanimi di una giuria professionale, composta da:
- Elīna Garanča (mezzo-soprano)
- John Rutter (compositore)
- Nicolas Fink (direttore di coro)